# Кубок Шотландії з футболу 2000—2001
Кубок Шотландії з футболу 2000–2001 — 116-й розіграш кубкового футбольного турніру у Шотландії. Титул здобув Селтік.

## Календар
| Раунд        | Дата                                                                       | Матчі | Клуби   |
| ------------ | -------------------------------------------------------------------------- | ----- | ------- |
| Перший раунд | 9 грудня 2000 - 6 січня 2001, 12 грудня 2000 - 9 січня 2001 (перегравання) | 8+4   | 50 → 42 |
| Другий раунд | 6-27 січня 2001, 24 січня 2001 (перегравання)                              | 10+2  | 42 → 32 |
| 1/16 фіналу  | 27 січня - 12 лютого 2001, 7-13 лютого 2001 (перегравання)                 | 16+3  | 32 → 16 |
| 1/8 фіналу   | 17-18 лютого 2001, 6-7 березня 2001 (перегравання)                         | 8+4   | 16 → 8  |
| 1/4 фіналу   | 10-11 березня 2001                                                         | 4     | 8 → 4   |
| 1/2 фіналу   | 14-15 квітня 2001                                                          | 2     | 4 → 2   |
| Фінал        | 26 травня 2001                                                             | 1     | 2 → 1   |

## 1/16 фіналу
| Команда 1                     | Рахунок | Команда 2          |
| ----------------------------- | ------- | ------------------ |
| 27 січня 2001                 |         |                    |
| Сент-Джонстон                 | 0:0     | Данфермлін Атлетік |
| Бервік Рейнджерс (3)          | 0:0     | Гарт оф Мідлотіан  |
| Стерлінг Альбіон (3)          | 2:0     | Рейт Роверз (2)    |
| Кілмарнок                     | 1:0     | Партік Тісл (3)    |
| Аллоа Атлетік (2)             | 0:3     | Абердин            |
| Росс Каунті (2)               | 2:1     | Бакі Тістл (5)     |
| Монтроз (4)                   | 0:2     | Данді Юнайтед      |
| Інвернесс Каледоніан Тісл (2) | 4:3     | Ейр Юнайтед (2)    |
| Данді                         | 0:0     | Фолкерк (2)        |
| Гіберніан                     | 6:1     | Клайд (2)          |
| Пітергед (4)                  | 4:1     | Грінок Мортон (2)  |
| Іст Файф (4)                  | 1:4     | Лівінгстон (2)     |
| Рейнджерс                     | 2:0     | Бріхін Сіті (4)    |
| Сент-Міррен                   | 1:2     | Мотервелл          |
| 28 січня 2001                 |         |                    |
| Странрар (3)                  | 1:4     | Селтік             |
| 12 лютого 2001                |         |                    |
| Квін оф зе Саут (3)           | 1:3     | Ейрдріоніанс (2)   |

Перегравання
| Команда 1          | Рахунок | Команда 2            |
| ------------------ | ------- | -------------------- |
| 7 лютого 2001      |         |                      |
| Гарт оф Мідлотіан  | 2:1     | Бервік Рейнджерс (3) |
| 12 лютого 2001     |         |                      |
| Фолкерк (2)        | 0:2     | Данді                |
| 13 лютого 2001     |         |                      |
| Данфермлін Атлетік | 3:2     | Сент-Джонстон        |

## 1/8 фіналу
| Команда 1                     | Рахунок | Команда 2     |
| ----------------------------- | ------- | ------------- |
| 17 лютого 2001                |         |               |
| Гарт оф Мідлотіан             | 1:1     | Данді         |
| Мотервелл                     | 0:2     | Данді Юнайтед |
| Ейрдріоніанс (2)              | -:+     | Пітергед (4)  |
| Данфермлін Атлетік            | 2:2     | Селтік        |
| Стерлінг Альбіон (3)          | 2:3     | Гіберніан     |
| Інвернесс Каледоніан Тісл (2) | 1:1     | Кілмарнок     |
| Лівінгстон (2)                | 0:0     | Абердин       |
| 18 лютого 2001                |         |               |
| Росс Каунті (2)               | 2:3     | Рейнджерс     |

Перегравання
| Команда 1      | Рахунок | Команда 2                     |
| -------------- | ------- | ----------------------------- |
| 6 березня 2001 |         |                               |
| Кілмарнок      | 2:1     | Інвернесс Каледоніан Тісл (2) |
| Абердин        | 0:1     | Лівінгстон (2)                |
| 7 березня 2001 |         |                               |
| Селтік         | 4:1     | Данфермлін Атлетік            |
| Данді          | 0:1     | Гарт оф Мідлотіан             |

## 1/4 фіналу
| Команда 1       | Рахунок | Команда 2         |
| --------------- | ------- | ----------------- |
| 10 березня 2001 |         |                   |
| Кілмарнок       | 0:1     | Гіберніан         |
| Лівінгстон (2)  | 3:1     | Пітергед (4)      |
| 11 березня 2001 |         |                   |
| Селтік          | 1:0     | Гарт оф Мідлотіан |
| Данді Юнайтед   | 1:0     | Рейнджерс         |

## 1/2 фіналу
| Команда 1      | Рахунок | Команда 2      |
| -------------- | ------- | -------------- |
| 14 квітня 2001 |         |                |
| Гіберніан      | 3:0     | Лівінгстон (2) |
| 15 квітня 2001 |         |                |
| Селтік         | 3:1     | Данді Юнайтед  |

## Фінал
| 26 травня 2001 |

| Селтік                                | 3:0      | Гіберніан |
| ------------------------------------- | -------- | --------- |
| Макнамара 39' Ларссон 48', 80' (пен.) | Протокол |           |

| Гемпден-Парк, Глазго Глядачів: 51 824 Арбітр: Кенні Кларк |